# Michael Sand
Michael Fabricius Sand (født 1. november 1970) er en dansk skuespiller.
Sand er uddannet fra Skuespillerskolen ved Aarhus Teater i 1998. 
Han er leder af teatret Milton-Sand & Søn (Stiftet 2006)  og har desuden været manuskriptforfatter til forestillingerne Rumlerejsen,  Rumlerikkerne i slikbøvsens land og Rumlerikkerne i Fedtefadet.

## Filmografi
- Livvagterne (tv-serie, 2009)
- Forbrydelsen (2008)
- Rita (TV2 2012-13)
- Nøgle Hus Spejl (2014)
- Herrens veje (2017)